# Beykoz
A Beykoz kerület (szemt) Isztambul ázsiai oldalán fekszik, Üsküdartól északra, Ümraniye kerülettől nyugatra, a Boszporusz és a Fekete-tenger partján. Ebben a kisvárosias hangulatú kerületben található a város legmagasabb pontja a 270 méteres Józsué-domb (törökül Yuşa tepesi).

## Története
2700 éve folyamatosan lakott. A trákok fontos települése volt. Az oszmánok 1402-ben foglalták el. Polgármestere, Muharrem Ergül 2008-ban Budapestre és Mohácsra is ellátogatott, aminek alkalmával utóbbival testvérvárosi megállapodást is kötött.

## Látnivalói
Beykoz leglátogatottab helye a Józsué-domb, ami nem csupán Isztambul legmagasabb pontja, de itt található Józsué próféta 18 méter hosszú sírja is, ugyanis muszlim hagyomány szerint nem Palesztinában, hanem itt halt meg Mózes utódja. Mai arculatát 1863-ban Abdulaziz szultán idején nyerte el.
Beykozban számos erődítmény és kastély található. Ezek közül a legismertebbek az Anadoluhisarı (a Rumelihisarı párja), az Anadolukavağı (a Rumelikavağı párja). Anadolukavağı negyed egyébként jó strandjairól is nevezetes, magyarok számára pedig azért lehet érdekes, mert főutcáját Magyar ágyuk utcájának hívják (törökül Macar tabyalar caddesi) az Oszmán Birodalom magyar ágyúöntői emlékére. A kastélyok közül a legismertebb a Boszporusz partján álló Küçüksu palota.
Vallási épületei közül kiemelkedik a Szinán által 1560-ban épített İskenderpaşa mecset.

## Sportélet
A kerület híres csapata az 1908-ban alapított TTNet Beykoz. Kosarasaik az első, futballistáik a harmadik ligában szerepelnek.